# جائزة سنغافورة الكبرى 2019
جائزة سنغافورة الكبرى 2019 هو سباق فورمولا 1 أقيم بتاريخ 22 سبتمبر 2019 في حلبة شارع مارينا باي، سنغافورة. كان الخامس عشر من أصل 21 في بطولة العالم لسباقات الفورمولا واحد موسم 2019. حلّ الألماني سباستيان فيتل أولا بينما جاء الموناكي شارل لوكلير في المركز الثاني وحصل على المركز الثالث الهولندي ماكس فيرستابين.